# Tiskilwa (Illinois)
Tiskilwa es una villa ubicada en el condado de Bureau en el estado estadounidense de Illinois. En el Censo de 2010 tenía una población de 829 habitantes y una densidad poblacional de 703,47 personas por km².

## Geografía
Tiskilwa se encuentra ubicada en las coordenadas 41°17′34″N 89°30′30″O / 41.29278, -89.50833. Según la Oficina del Censo de los Estados Unidos, Tiskilwa tiene una superficie total de 1.18 km², de la cual 1.18 km² corresponden a tierra firme y (0%) 0 km² es agua.

## Demografía
Según el censo de 2010, había 829 personas residiendo en Tiskilwa. La densidad de población era de 703,47 hab./km². De los 829 habitantes, Tiskilwa estaba compuesto por el 96.86% blancos, el 0.24% eran afroamericanos, el 1.21% eran amerindios, el 0.36% eran asiáticos, el 0% eran isleños del Pacífico, el 0.24% eran de otras razas y el 1.09% pertenecían a dos o más razas. Del total de la población el 1.09% eran hispanos o latinos de cualquier raza.